# Пуш (реслинг)
В профессиональном рестлинге Пуш (англ. Push) (рус. Продвижение) — это попытка букера заставить рестлера выиграть больше матчей и стать более популярным или более оскорбленным фанатами в зависимости от того, кем он является героическим персонажем («фейсом») или злодеем («хил»). Пуш нередко сопровождается терном или изменением гиммика борца, что по сути, противоположно похоронам, которые, в отличие от громких похорон, обычно проводятся практически без фанфар. Иногда болельщики сами создают пуш для рестлера, когда их одобрение работы рестлера вызывает у них положительную реакцию, которую никто не ожидал.

## История
На территории Мемфиса Ник Гулас начал подталкивать своего сына Джорджа к участию в главном событии шоу, несмотря на то, что у него было мало опыта на ринге и отсутствовало спортивное образование. Фанаты быстро отвернулись от него и промоушена, но Ник Гулас продолжал давить на него, несмотря на негативную реакцию и финансовые потери. В конце концов, настойчивость Ника в том, чтобы оставить своего сына на вершине карда, привела к враждебному разделению территории.
Пуш также можно объяснить по политическими изменениями в офисах промоушена. Например Ковбой Билл Уоттс, чьи промоушены всегда состояли из афроамериканского героев мэйн ивентов, начал продвигать Рона Симмонса, из мидкарда, к статусу мэйн ивентера и в конечном итоге, к Чемпионству мира в тяжелом весе WCW, когда его назначили ответственным за World Championship Wrestling (WCW).
В WWE, после скандала с Фирменной аптекой, более мелкие и менее мускулистые рестлеры, такие как Си Эм Панк и Джефф Харди, начали подвергаться давлению, и Винс Макмэн подтвердил смену парадигмы, упомянув, что сегодняшних фанатов привлекает харизма, а не размер.
В WWE, когда компания строилась вокруг любимца фанатов Джона Сины, он отказался от своего резкого, фристайльного рэпера, выступающего против истеблишмента, который был популярен в пользу более мотивирующего «вопреки всему», был встречен негативной реакцией фанатов до такой степени, что он стал одним из самых освистанных рестлеров в промоушене.